# Pre-Emphasis
Die Präemphase (Akzentuierung), engl. preemphasis and deemphasis, bezeichnet die Anhebung der hohen bzw. die Absenkung der tiefen Frequenzen während des Aufzeichnens oder Sendens von Daten (lineare Vorverzerrung). Sie wird anschließend bei der Wiedergabe der Aufzeichnung rückgängig gemacht (Entzerrung, Deemphase, Deakzentuierung, engl. deemphasis), so dass insgesamt eine originalgetreuere Wiedergabe erfolgt. Beim Empfang der Datenübertragung geschieht die Deemphase durch die Beeinflussung des Übertragungswegs von außen, weswegen die Präemphase als eine Form der Fehlerkorrektur oder Signalverstärkung überhaupt zur Anwendung kommt, so dass die Übertragung fehlerfrei erfolgen kann. Das Verfahren wird in der analogen Rundfunk- und Tonbandtechnik sowie bei vielen digitalen Übertragungsverfahren angewendet.

Die Schneidkennlinie (blau) und ihr Gegenstück, die RIAA-Wiedergabekennlinie (rot) als De-Emphase für Vinyl-Schallplatten

## Analogtechnik
Das Emphase-Verfahren wird beispielsweise bei der Tonbandaufnahme, dem Schallplattenschneiden, dem UKW-Rundfunk und optional beim CD-Mastering angewendet. Dieses Vorgehen reduziert letztlich das Rauschen, das bei hohen Frequenzen verstärkt auftritt. In entsprechenden Normen sind Zeitkonstanten {\displaystyle \tau } definiert, die für die entsprechenden Übergangs- oder Grenzfrequenzen {\displaystyle f_{c}} der für die Vorverzerrung bzw. die entsprechende (Rück-)Entzerrung notwendigen Filter stehen; die Zeitkonstante ergibt sich aus der jeweiligen Grenzfrequenz entsprechend der folgenden Formel:
{\displaystyle \tau ={\frac {1}{2\pi \cdot f_{c}}}}
Der Vorteil dieser Verfahren ist der geringe schaltungstechnische Aufwand. Dabei wird inkaufgenommen, dass die bei der Vorverzerrung angehobenen Frequenzen nicht mehr mit maximalem Pegel aufgenommen bzw. gesendet werden können. Bei der Standardisierung berücksichtigt wurde dabei, dass sich ein Großteil des für den Menschen relevanten akustischen Geschehens im Frequenzbereich bis etwa 6 kHz abspielt und darüber fast nur noch Obertöne mit geringer Amplitude auftreten. Daher ist das Verfahren bei Audiosignalen weitgehend ohne Einschränkungen anzuwenden. Die oben genannte analoge Aufzeichnung auf Magnetband bzw. auf Schallplatte unterliegt ohnehin frequenzabhängigen Einschränkungen, die durch die Pre-Emphasis umgangen werden.
Teilweise gibt es unterschiedliche Normierungen, beim Rundfunk beispielsweise je nach Region, beim Kassettenrekorder je nach Bandsorte und bei den Spulentonbandgeräten darüber hinaus auch je nach Zielgruppe und Bandgeschwindigkeit (z. B. NAB-, DIN-, CCIR-Entzerrung). Die folgenden Tabellen dienen der Übersicht und sind nicht erschöpfend.
Verwendete Parameter:
|                     |                               | Absenkung der Bässe                                                                      | Absenkung der Bässe | Anhebung der Höhen                                                    | Anhebung der Höhen                     |
| Zeitkonstante       | Übergangsfrequenz             | Zeitkonstante                                                                            | Übergangsfrequenz   |                                                                       |                                        |
| ------------------- | ----------------------------- | ---------------------------------------------------------------------------------------- | ------------------- | --------------------------------------------------------------------- | -------------------------------------- |
| UKW-Hörfunk1        | UKW-Hörfunk1                  |                                                                                          |                     | Europa: τ1 = 50 µs Nordamerika: τ1 = 75 µs                            | Europa: 3,18 kHz Nordamerika: 2,12 kHz |
| Schallplatten       | Schallplatten                 | τ2 = 318 µs τ3 = 3180 µs (Anhebung der tiefen Bässe)                                     | 500 Hz 50 Hz        | τ1 = 75 µs                                                            | 2,12 kHz                               |
| CDs2                | CDs2                          |                                                                                          |                     | τ1 = 50 µs τ2 = 15 µs (Absenkung der obersten Höhen)                  | 3,18 kHz 10,61 kHz                     |
| Kassettenrecorder   | Kassettenrecorder             | τ2 = 3180 µs (Anhebung der tiefen Bässe)                                                 | 50 Hz               | Absenkung: IEC I-Bänder: τ1 = 120 µs IEC II/III/IV-Bänder: τ1 = 70 µs | 1,33 kHz 2,27 kHz                      |
| Spulentonbandgeräte | Bandgeschwindigkeit 4,76 cm/s | τ2 = 3180 µs (Anhebung der tiefen Bässe; Heimstudiogeräte)                               | 50 Hz               | Absenkung: IEC I-Bänder: τ1 = 120 µs                                  | 1,33 kHz                               |
| Spulentonbandgeräte | Bandgeschwindigkeit 9,5 cm/s  | τ2 = 3180 µs (Anhebung der tiefen Bässe; Heimstudiogeräte)                               | 50 Hz               | Absenkung: IEC I-Bänder: τ1 = 90 µs IEC II-Bänder: τ1 = 50 µs         | 1,77 kHz 3,18 kHz                      |
| Spulentonbandgeräte | Bandgeschwindigkeit 19 cm/s   | τ2 = 3180 µs (Heimstudiogeräte; Anhebung der tiefen Bässe); ohne Anhebung (Studiogeräte) | 50 Hz               | Absenkung: IEC I-Bänder: τ1 = 50 oder 70 µs IEC II-Bänder: τ1 = 35 µs | 3,18 oder 2,27 kHz 4,55 kHz            |

Anmerkungen:

1) Die im europäischen UKW-Rundfunk verwendete Zeitkonstante bewirkt eine Verbesserung des Signal-Rausch-Verhältnisses um etwa 13 dB.
Die abweichende Zeitkonstante im UKW-Rundfunk des nordamerikanischen Raumes bewirkt, dass UKW-Radiogeräte, die für den europäischen Raum produziert wurden, bei einem Betrieb in Nordamerika ein etwas schlechteres Signal-Rausch-Verhältnis aufweisen und höhere Töne zu laut wiedergeben, da die Vorverzerrung im Sender nicht mit der Entzerrung im Empfänger zusammenpasst. Umgekehrt weisen amerikanische UKW-Radiogeräte in Europa einen etwas dumpferen Klang auf, mit einem ebenfalls schlechteren Signal-Rausch-Verhältnis.
Diese Unterschiede in den Emphase-Parametern wirken sich deutlich nur bei qualitativ hochwertigen Empfangsgeräten aus. Bei einfachen UKW-Radios wie Kofferradios fallen diese Unterschiede alleine schon wegen schlechter Lautsprechersysteme praktisch kaum auf.
2) Pre-/De-Emphase sind zwar im CD-Standard vorgesehen, wurden in der Praxis aber nur auf wenigen CDs genutzt. Ein entsprechendes Statusbit zeigt dem CD-Spieler in diesem Fall an, dass er die De-Emphase aktivieren muss.

## Genormte Zeitkonstanten und Übergangsfrequenzen von Filtern
| Zeitkonstante τ in µs | Übergangsfrequenz fc in Hz | Entzerrungsnorm                                   |
| --------------------- | -------------------------- | ------------------------------------------------- |
| 7958                  | 20                         | RIAA (Schallplatte)                               |
| 3183                  | 50                         | RIAA (Schallplatte), NAB (Spulentonband)          |
| 1592                  | 100                        | —                                                 |
| 318                   | 500                        | RIAA (Schallplatte)                               |
| 200                   | 796                        | —                                                 |
| 140                   | 1137                       | —                                                 |
| 120                   | 1326                       | MC (Kompaktkassette)                              |
| 100                   | 1592                       | —                                                 |
| 90                    | 1768                       | —                                                 |
| 75                    | 2122                       | RIAA (Schallplatte), FM USA (Radio)               |
| 70                    | 2274                       | MC (Kompaktkassette)                              |
| 50                    | 3183                       | NAB (Spulentonband), PCM (CDs), FM Europa (Radio) |
| 35                    | 4547                       | DIN (Spulentonband)                               |
| 25                    | 6366                       | —                                                 |
| 17,5                  | 9095                       | AES (Spulentonband)                               |
| 15                    | 10610                      | PCM (CDs)                                         |

## Digitaltechnik

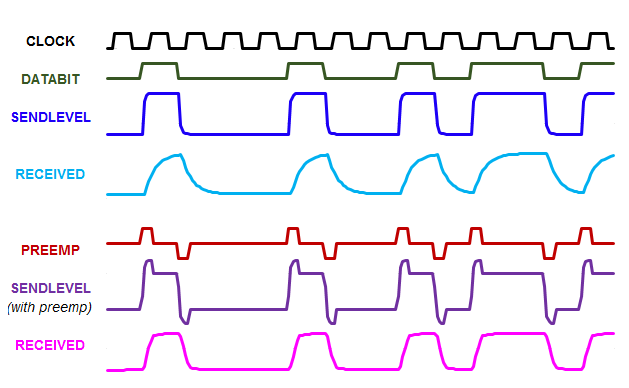
Weiche Betonung der hohen Frequenzen zur Signalverbesserung beim Senden

Bei der digitalen (Hochgeschwindigkeits)übertragung wird die Pre-Emphasis verwendet, um die Signalqualität am Ende einer Übertragungskette zu verbessern. Bei der Übertragung von Signalen mit hohen Datenraten kann das Übertragungsmedium relevante Verzerrungen verursachen. Die Pre-Emphasis dient hierbei dazu, das zu übertragende Signal so vorzuverzerren, dass diese Einflüsse kompensiert werden. Wenn dies geeignet geschieht, entsteht ein empfangenes Signal, das dem ursprünglichen oder gewünschten Signal ähnlicher ist und die Verwendung höherer Übertragungsraten ermöglicht bzw. weniger Bitfehler produziert.
Beim seriellen Senden von Daten bezeichnet De-Emphasis die Verringerung des Pegels aller Bits mit Ausnahme des ersten Bits, falls ein Übergang stattgefunden hat. Dies führt dazu, dass der hochfrequente Anteil des Signalsprungs im Vergleich zu dem niederfrequenten Inhalt hervorgehoben wird. Dies ist eine Form der Sendeentzerrung; sie vorkompensiert die zu erwartenden Verluste über den Kanal, die bei höheren Frequenzen größer sind. Bekannte serielle Datenstandards wie PCI Express, SATA und SAS verlangen die Verwendung von De-Emphasis.